# Tonga na Zimních olympijských hrách 2014
Království Tonga se v Soči zúčastnilo poprvé ve svých dějinách zimní olympiády. Reprezentoval je sáňkař Fuahea Semi, šestadvacetiletý student informatiky. Na rozdíl od většiny olympioniků z trpasličích nebo tropických zemí nestartoval na divokou kartu, ale řádně se kvalifikoval 28. místem na závodě Světového poháru ve Whistleru. Na hrách startoval pod novým jménem Bruno Banani, jež dostal podle německé firmy vyrábějící kosmetiku a spodní prádlo, která financovala jeho přípravu. Předseda MOV Thomas Bach konstatoval, že i když se mu takové marketingové triky nelíbí, nemůže závodníkovi zakázat startovat pod tímto jménem, pokud ho má napsané v pasu. Banani se zúčastnil závodu mužů, který se jel 8. a 9. února, a skončil na 32. místě z 39 startujících s celkovým časem 3:33,676 (nejrychleji zajel třetí kolo: 53,162).
Bananiho na hrách doprovázeli trenéři Mathias Ihle a Isabel Barchinská. Náklady na olympijskou účast tonžská vláda vyčíslila na 50 000 tonžská pa'anga.

## Výsledky

### Saně
Muži
| Závod                   | Sportovec    | 1. kolo | 1. kolo | 2. kolo | 2. kolo | 3. kolo | 3. kolo | 4. kolo | 4. kolo | Celkem   | Celkem |
| Závod                   | Sportovec    | Čas     | Pořadí  | Čas     | Pořadí  | Čas     | Pořadí  | Čas     | Pořadí  | Čas      | Pořadí |
| ----------------------- | ------------ | ------- | ------- | ------- | ------- | ------- | ------- | ------- | ------- | -------- | ------ |
| Individuální závod mužů | Bruno Banani | 53.656  | 34      | 53.637  | 31      | 53.162  | 30      | 53.221  | 33      | 3:33.676 | 32     |